# Ильмис (приток Велетьмы)
Ильмис — река в Кулебакском районе Нижегородской области России, левый приток Велетьмы. Длина реки составляет 12 км.
Река течёт на север по ненаселённому лесу западнее города Кулебаки. Впадает в Велетьму выше села Саваслейка.

## Данные водного реестра
По данным государственного водного реестра России относится к Окскому бассейновому округу, водохозяйственный участок реки — Ока от впадения реки Мокша до впадения реки Тёша, речной подбассейн реки — бассейны притоков Оки от Мокши до впадения в Волгу. Речной бассейн реки — Ока.
Код объекта в государственном водном реестре — 09010300112110000030381.